# Arabia Terra
L'Arabia Terra è una formazione geologica della superficie di Marte.